# Friedrich von Eerde
Friedrich Heinrich Melchior Clemens August Freiherr von Eerde (* 5. Januar 1781 auf Haus Eyll (Kamp-Lintfort); † 22. Dezember 1848 in Geldern) war von 1813 bis 1816 Bürgermeister von Vierquartieren, nahezu zeitgleich Kantonskommissar von Rheinberg und von 1816 bis zu seinem Tode der erste königlich-preußische Landrat des Kreises Geldern. Friedrich Freiherr von Eerde verstarb im Dienst als Geheimer Regierungsrat und dienstältester Landrat des Regierungsbezirks Düsseldorf.

## Leben
Friedrich Freiherr von Eerde wurde am 5. Januar 1781 auf dem allodialen Haus Eyll geboren, das der ursprünglich von dem Schloss Eerde bei Ommen in der niederländischen Provinz Overijssel stammenden katholischen Familie von Eerde erst 1757 nach einem längerwierigen Erbschaftsstreit vor dem Reichskammergericht zuerkannt worden war. Anlass war das Testament der Catharina Johanna von Pallant geb. von Gysenberg († 15. Januar 1729 auf Haus Eyll) vom 29. Juli 1720. Den Freiherrentitel führt die Familie, die zum niederländischen Uradel gezählt wird, spätestens seit 1687. Das Wappen der Familie von Eerde zeigt nach der Blasonierung des Münsterschen Domkapitels „in silbernem feldt einwendig eine auffm rucken ligende rothe halbe monen, offem rothen helm, oben auff ein goldt, mitt rothe strigell vermischter stengell, worauff ein weiser fehder busch, ubrige extremitaten mitt roth und silber vermischet“ (1713).
Getauft wurde Friedrich am Tage seiner Geburt in der zum Hause Eyll gehörigen Pfarrkirche Mariä Himmelfahrt. Während seine drei ersten Vornamen eindeutig auf den Großvater und Eyller Stammherren Friedrich Heinrich Melchior Freiherr von Eerde (* 4. Januar 1690 in Fritzlar, † Dezember 1771 auf Haus Eyll) verweisen, lassen die beiden letzten an den 1761 verstorbenen Kölner Erzbischof und Kurfürsten Clemens August I. von Bayern, aber auch an den Taufpaten Clemens August Freiherr von Wendt denken.

### Die Eltern
Friedrichs Eltern waren Franz Karl Jakob Freiherr von Eerde (get. 26. Juli 1742 in Eyll, † 23. November 1796 in Eyll), Herr zu Eyll und Erprath bei Toenisberg, der den Landtagen von Köln und Geldern angehörte und 1778 zu einem der zahlreichen Kammerherren des Kölner Kurfürsten Maximilian Friedrich von Königsegg-Rothenfels ernannt worden war, und Maria Charlotte geb. von Brackel (* 1. September 1752 in Koblenz, † 1. Juli 1819 in Nieukerk), die Kanonissin des Frauenstifts Rellinghausen gewesen war.
Die 1773 geschlossene Ehe der Eltern – der auf Schloss Baldeney geschlossene Ehevertrag datiert 26. Mai 1773 – war von persönlichen Zerwürfnissen und Schulden geprägt. Nach dem Unfalltod des Vaters am 23. November 1796 ging die "Wittib Erde" am 19. Februar 1799 standesamtlich und am 21. Februar kirchlich eine zweite Ehe mit dem französischen Kavallerieleutnant Firmin Berly (* 13. Februar 1754 in Milencourt, † 10. Juli 1832 in Nieukerk) ein. Trauzeugen waren jeweils die Kamper Zisterziensermönche Albericus Peters und Bernhardus Sassenfeld sowie der Tagelöhner Gördz Sauerkamp und der Gärtner Petrus Schlotten. Die erneute Verheiratung scheint nicht auf Zustimmung in Familie und Verwandtschaft gestoßen zu sein. Die Eheleute Berly verließen Haus Eyll bald darauf und verzogen dauerhaft nach Nieukerk.

### Kindheit und Jugend
Friedrich von Eerde erlebte seine Kindheit auf Haus Eyll, von dem um 1760 über 80 bäuerliche Anwesen abhängig waren, und besuchte zunächst das Gymnasium in Kempen und die Akademie in Düsseldorf, um sich sodann in Paderborn einer landwirtschaftlichen Ausbildung in Theorie und Praxis zu unterziehen. Seine Jugend als Halbwaise fällt in die Zeit der französischen Herrschaft am Niederrhein. Haus Eyll, das schon um 1780 als "sehr verfallen" galt, wurde von den Franzosen zeitweise als Lazarett genutzt und erlitt schwere Beschädigungen.
Beim plötzlichen Tode seines Vaters zählte Friedrich gut 15 Jahre. Seine zeitweise in Trier erzogene und 1792 durch Kaiser Franz II. für das adelige Damenstift Flaesheim providierte älteste Schwester Maria Theodora Antonetta (get. 28. September 1774 in Eyll, † 25. Februar 1844 in Vissel) war bereits seit Mai 1795 mit Friedrich August von Pelden genannt von Cloudt (* 6. März 1770 auf Schloss Lauersfort, † 6. Februar 1848 in Vissel) verheiratet und lebte auf Lauersfort bei Kapellen. Maria Bernhardine (getauft 28. September 1778 in Eyll, † 25. Februar 1862 in Paris) wiederum ging um 1796 die Ehe mit dem Franzosen Edmund Georg Maillard ein und verzog dauerhaft nach Frankreich.
Am 19. Januar 1801 kam es in Rheinberg zu einem Vertragsschluss zwischen dem gerade 20-jährigen Friedrich von Eerde einerseits sowie seiner Mutter Charlotte Berly geb. von Brackel und seinem Stiefvater Firmin Berly andererseits. Der gesamte von Eerdesche Grundbesitz, der von 1791 bis mindestens 1797 "wegen übele Wirthschaft" der Verwaltung durch den Kempener Schultheißen Franz Emans unterstanden hatte, ging auf Friedrich über, der sich im Gegenzug verpflichtete, die Schulden der Mutter zu übernehmen, ihr vierteljährlich eine Rente von 900 Francs zu zahlen sowie Lebensmittel, Holz und Flachs auf seine Kosten in einem Umkreis von vier Wegestunden zu liefern.
In den Einwohnerverzeichnissen der Gemeinde Lintfort kommt der spätere Landrat erst wieder 1803 auf Haus Eyll vor, und zwar als "Fridiric van Eerden" mit der Berufsbezeichnung "cultivateur" (Landwirt). Er widmete sich zu dieser Zeit der Reorganisation des übernommenen elterlichen Besitzes.

### Landrat des Kreises Geldern (1816–1848)
Erste praktische Verwaltungserfahrungen sammelte Friedrich von Eerde 1813/16 als Maire (Bürgermeister) von Vierquartieren – bestehend aus den Gemeinden Kamperbruch, Lintfort, Rossenray und Saalhoff – sowie etwa zeitgleich als Kantonskommissar von Rheinberg. In einem Eilschreiben des kommissarischen Regierungspräsidenten in Kleve vom 21. April 1816 "wegen Übernahme des landräthlichen Postens in Geldern" war von Eerde angekündigt worden, dass "die Königliche hiesige Regierung nicht abgeneigt seyn wird, Ihnen diesen landräthlichen Posten mit Vorbehalt höherer Genehmigung zu übertragen". Als "angemessene Diaeten" wurden drei Taler täglich und eine jährliche Reisekostenentschädigung von 200 Talern angekündigt. von Eerde antwortete schon am folgenden Tag, er werde sich "bestreben, die Befehle Sr. Königlichen Majestät und die einer Hochlöblichen Regierung aufs pünktlichste zu erfüllen". Seine Lebensaufgabe als königlich-preußischer Landrat des Kreises Geldern bzw. zunächst noch als "landräthlicher Kreiskommissar" trat der noch unverheiratete 35-jährige von Eerde am 1. Mai 1816 an. Seine erste große dienstliche Herausforderung wurde die Meisterung der Hungerkrise des Jahres 1816. Ab dem 16. Januar 1817 führte von Eerde die Dienstbezeichnung "Landrat".
Dem Landrat zur Seite gestellt waren der befähigte Kreissekretär Norbert Engelhard, ferner Kreisassistenten, ein Kreisbote und Kreisbriefboten sowie ein Kreisbaumeister, ein Kreisphysikus für die Aufsicht über die Ärzte und Apotheker und ein Kreistierarzt. Zu den Aufgabenbereichen der landrätlichen Verwaltung gehörten im Einzelnen die Gewerbepolizei, Schul- und Kultusangelegenheiten, Rekrutierung und Mobilmachung, das Polizeiwesen, das Gesundheitswesen und die Erhebung der meisten direkten Staatssteuern. Ab 1823 erstreckte sich das Verwaltungsgebiet auch auf das Gebiet des im Großkreis Geldern aufgegangenen ehemaligen Kreises Rheinberg. Stellvertreter des Landrates waren ab 1828 zwei so genannte Kreisdeputierte: Carl Ludwig Franz Graf von Varo auf Haus Caen (bis 1853) und Freiherr von Grüter-Morrien auf Haus Kalbeck, dem 1839 Carl Freiherr von Raesfeldt auf Haus Tervoort bei Repelen folgte. In der Kreisständeversammlung, die durchschnittlich nur zwei Male pro Jahr zusammentrat, führte Landrat von Eerde den Vorsitz.
In Ansehung der revolutionären Bestrebungen, die auch vor der Stadt Geldern nicht Halt machten, bekannte von Eerde noch am 17. Juni 1848 in einem Bericht an die Regierung in Düsseldorf: Ich habe meine Wachsamkeit nach allen Seiten hin verbreitet und hoffe, dem Geist der Unruhe und der Auflehnung Meister zu bleiben, obgleich ich aufrichtig gestehen muß, daß ich in diesen Zeiten viele Charaktere kennen lernte.
Der erste Landrat des Kreises Geldern verstarb als dienstältester Landrat des Regierungsbezirks Düsseldorf und Geheimer Regierungsrat 68-jährig am 22. Dezember 1848 "zeitig gestärkt durch die Heilmittel unserer christkatholischen Kirche" in seinem Hause Gelderstraße 31 in Geldern an "den Folgen eines Nervenfiebers". Er wurde im heimatlichen Eyll auf dem Friedhof neben der Pfarrkirche beigesetzt. Er war der erste aus der Familie von Eerde zu Eyll, der seine letzte Ruhestätte nicht in der Kirche, sondern auf dem benachbarten Friedhof fand.
Friedrich von Eerde hat den Kreis Geldern über 32 Jahre lang verwaltet. Nach seinem Tode wurde die Stelle des Landrates zunächst für die Dauer von neun Jahren von insgesamt sechs Personen kommissarisch bzw. auftragsweise wahrgenommen.

### Nachfahren
Verheiratet war der erste Gelderner Landrat mit der 20 Jahre jüngeren Felicitas (Felicia) Philippine Maria Ruys von Beerenbroeck, einer am 22. April 1801 in Kleve geborenen Tochter von Edmund Hieronymus Ruys von Beerenbroeck, Generaleinnehmer der Provinz Limburg, und Clara Maria Anna Philippina geb. van Aefferden. Die Ehe wurde am 3. Februar 1824 in Maastricht geschlossen. Vorangegangen war am 10. Dezember 1823 ebenfalls in Maastricht der Abschluss eines notariellen Ehevertrages. Die landrätliche Familie wohnte zunächst im Hause Großer Markt 7, verzog jedoch um 1827/29 zur Gelderstraße 31.
Nach dem Tode ihres Mannes verließ die Witwe von Eerde Geldern und ging nach Köln, wo sie ihren Mann um mehr als ein halbes Jahrhundert überlebte. Durch Vertrag vom 15. November 1899 verzichtete sie zu Gunsten ihrer acht noch lebenden Kinder auf das Erbe ihres Mannes. Felicitas von Eerde verstarb am 13. Januar 1905 in Köln im hohen Alter von 103 Jahren und wurde vier Tage später in der Familiengrabstätte auf dem Eyller Friedhof beigesetzt.
Aus der Ehe sind insgesamt elf in Geldern geborene Kinder hervorgegangen: Georg Friedrich Carl Philipp (1825–1890), Hedwig Maria Theoroda (1826–1916), Alexis Wilhelmina Charlotte (1827–1895), Bertha Bernhardine Albertine Maria (1829–1908), Friedrich Heinrich Melchior Carl Franz (1830–1908), der von 1857 bis zu seinem Tode das Amt des Gemeindevorstehers von Lintfort bekleidete, Justine Camilla Maria (1831–1912), Friedrich Wilhelm Maria (1833–1908), der eine militärische Laufbahn einschlug, Maria (1835–1927), Antonia Maria Philippine (1837–1930), Olga (1840–1919) und Maria Felicitas (1843–1889). Der älteste Sohn Georg von Eerde wurde 1857/59 ebenfalls Landrat des Kreises Geldern.

## Leistungen
Bereits am 22. August 1822 erhielt Friedrich von Eerde, der als „in seinem Kreise allgemein beliebt“ beschrieben wird, eine Belobigung durch Friedrich Wilhelm III. wegen seiner ausgezeichneten Berichterstattung über die Lage des Schulwesens im Kreise Geldern. Unter dem 18. Januar 1825 wurde ihm in Anerkennung seiner dienstlichen Leistungen der Rote Adlerorden vierter Klasse verliehen, dem am 1. Mai 1841 anlässlich seines 25-jährigen Dienstjubiläums die dritte Klasse mit der Schleife folgte. Durch Kabinettsorder Friedrich Wilhelm IV. vom 6. Oktober 1847 wurde Friedrich von Eerde zum Geheimen Regierungsrat ernannt.
Ferner war Friedrich von Eerde um einen Ausgleich des Verhältnisses seiner Familie zur katholischen Kirche bemüht, das zu Lebzeiten seines Vaters nicht unerheblich gelitten hatte. Für seine langjährigen Bemühungen um die 1835 vollzogene Wiedererrichtung der Pfarre Eyll dankte ihm der Münsteraner Bischof Kaspar Maximilian von Droste-Vischering mit Schreiben vom 17. Juni 1835 persönlich.